# سد ملک طلال
سد ملک طلال (به عربی: سد الملک طلال) یک سد و نیروگاه برقابی در اردن است که در استان بلقاء واقع شده‌است.